# Heinz Kulüke
Heinz Kulüke SVD (* 29. September 1956 in Spelle, Emsland) ist ein deutscher Ordenspriester.

## Leben
Kulüke absolvierte zunächst eine handwerkliche Ausbildung als Elektriker (1973–1976) und erwarb danach die Fachhochschulreife Elektrotechnik in Rheine. Nach seinem Wehrdienst bei der Luftwaffe in Pinneberg und Husum begann er ein Studium der Elektrotechnik an der Fachhochschule in Bielefeld, das er aber nicht zu Ende führte.
1979 trat er der Ordensgemeinschaft der Steyler Missionare in Sankt Augustin bei. Nach dem Erwerb der allgemeinen Hochschulreife (Abitur) in Bonn und einer theologischen und philosophischen Ausbildung an der Philosophisch-Theologischen Hochschule der Steyler Missionare in St. Augustin bei Bonn empfing er am 9. März 1986 vom Bischof die Priesterweihe. Es folgte von 1986 bis 1989 eine Missionstätigkeit auf den Philippinen in Agusan del Sur auf Mindanao. Dort engagierte er sich für den Kampf gegen die herrschende Armut und für die Einhaltung der Menschenrechte, insbesondere für Menschen auf den Mülldeponien der philippinischen Großstadt Cebu City. Er gründete 1999 JPIC-IDC, seit 2001 als Nichtregierungsorganisation nach philippinischem Recht registriert, und betreut mit rund 70 Mitarbeitern verschiedene Hilfsprojekte.
Kulüke studierte von 1989 bis 1990 Philosophie an der Katholischen Universität in Washington, D.C. und übernahm von 1990 bis 1992 einen Lehrauftrag in Philosophie an der Universität von San Carlos in Cebu City, Philippinen. Nach der Aufnahme eines philosophischen Promotionsstudiums 1992 an der Päpstlichen Universität Gregoriana in Rom promovierte er Anfang 1994 zum Dr. phil. Seit Juni 1994 hatte er eine Professur für Philosophie an der Universität von San Carlos in Cebu City inne.
In seinem Orden war er Vizepräsident für akademische Angelegenheiten (1997/99), Rektor – USC-SVD Gemeinschaft (1996–2005), Vize-Provinzial – SVD-Southern Province (1998–2005) und von 2005 Provinzial –SVD-Southern Province (2005–2014).
Er wurde vom Generalkapitel in Nemi bei Rom am 3. Juli 2012 zum neuen Generalsuperior gewählt. Er ist damit der 10. Nachfolger des Ordensgründers und ersten Generalsuperiors, des heiligen Arnold Janssen und löste den Filipino P. Antonio Pernia im Amt ab. Im Juli 2018 schied er turnusmäßig aus dem Amt.

## Auszeichnungen
- Verdienstkreuz am Bande des Verdienstordens der Bundesrepublik Deutschland (2011) für seinen jahrzehntelangen Einsatz gegen Armut, Benachteiligung und Missbrauch.[3]